# Witalij Donika
Witalij Anatolijowycz Donika (ukr. Віталій Анатолійович Доніка; ur. 12 maja 1982 w Kijowie) – ukraiński hokeista, reprezentant Ukrainy, trener.
Syn Anatolija, byłego radzieckiego hokeisty, pochodzącego z Krasnojarska, następnie trenera hokejowego.

## Kariera
- Kryżynka Kijów (1997-1999)
- Sokił Kijów 2 (1999-2000)
- Sokił Kijów (2000-2003)
  -  HK Kijów (2000/2001)
- Kristałł Saratów (2003-2005)
- Nieftianik Almietjewsk (2005-2007)
- Sokił Kijów (2007-2009)
- Donbas Donieck (2011-2013)
  -  Donbas Donieck 2 (2013)
- HK Sarow (2013-2014)
- CSM Dunărea Galați (2014-2017)
- Gyergyói HK (2018/2019)

Wychowanek Kryżynki Kijów. Od końca listopada 2014 zawodnik rumuńskiego klubu Dunărea Galați. W sezonie 2014/2015 w drużynie występowali wraz z nim rodacy Serhij Czernenko, Dmytro Nimenko, Kostiantyn Riabenko, Roman Szczerbatiuk. Po sezonie 2016/2017 zakończył karierę zawodniczą i był asystentem trenera w klubie z Gałacza w sezonie 2017/2018. W 2018 został asystentem trenera Aleksandra Trofimowa w zespole Gyergyói HK, w po jego odejściu z końcem września sam był głównym trenerem tamże. Prowadził drużynę wraz z Czechem Václavem Novákiem do początku grudnia 2018, gdy nowym szkoleniowcem został ogłoszony Szwed Mikael Tisell, a Donika pozostał w sztabie w sezonie 2018/2019. W tejże edycji ligi grał także w barwach swojej drużyny.
Uczestniczył w turniejach mistrzostw świata juniorów do lat 18 edycji 1999, 2000, mistrzostw świata juniorów do lat 20 edycji 2001, 2002 (Dywizja I), seniorskich mistrzostw świata w 2006, 2007 (Elita), 2011, 2012, 2015 (Dywizja I).

## Sukcesy
Klubowe
- Srebrny medal mistrzostw Ukrainy: 2002 z Sokiłem Kijów
- Złoty medal mistrzostw Ukrainy: 2003 z Sokiłem Kijów, 2013 z Donbasem Donieck
- Półfinał WHL: 2012 z Donbasem Donieck
- Puchar Kontynentalny: 2013 z Donbasem Donieck
- Złoty medal mistrzostw Rumunii: 2015, 2016 z Dunărea Galați